# Савa Габошац
Сава Габошац (Мартинци, 1922 — 1942) био је учесник Народноослободилачке борбе.

## Биографија
Сава Габошац је рођен 1922. године у селу Мартинци код Сремске Митровице од родитеља Жарка Габошца и мајке Милке рођ. Пармаковић. Основано образовање завршио је у родном месту. Почетком Другог светског рата отишао је у Партизане. Заједно са својом рођеном сестром Јованком Габошац борили су се за свој народ, државу и слободу. Погинуо је 1942. године у родном селу где је и сахрањен. Јованка и Сава Габошац борили су се за слободу коју нажалост нису дочекали., али за њих није имао ко да прими орден, јер је цела породица Габошац погинула у рату.